# Ol'ga Glackich
Ol'ga Vjačeslavovna Glackich (in russo О́льга Вячесла́вовна Глацки́х?; Lesnoj, 13 febbraio 1989) è un'ex ginnasta russa, specializzata nella ginnastica ritmica.

## Palmarès

### Olimpiadi
- 1 medaglia:
  - 1 oro (Atene 2004 nel concorso a squadre)